# Přezka

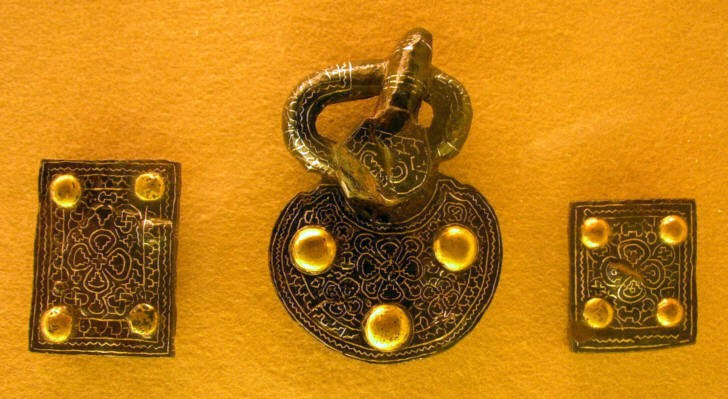
Přezka ze 7. století

Přezka je zapínací prvek pro spojení konců řemenů. Nejčastěji je základem třmen (oko) s pohyblivým trnem nebo více trny, upevněný na řemenu. Okem je protažen konec řemenu s otvory ať už jiného řemenu, nebo opačný konec stejného řemenu. Trn (trny) se prostrčí otvorem na konci řemenu a tahem jsou oba konce řemenu pevně spojeny. Třmen i trn jsou většinou kovové, výjimečně plastové.
Z estetických důvodů bývají přezky provedené s krytem, často zdobným.

## Historie
V Evropě jsou přezky poprvé doloženy v antice. Ve středověku už běžně najdeme přezky na opascích mužů i žen. Někteří si dopřáli přezky vykládané polodrahokamy, na jiných přezkách je možné najít zdobení smaltem nebo drahými kovy. V 17. a 18. století už byly přezky používány k zapínání bot, nejrůznějších kusů oděvu i náhrdelníků a často byly bohatě zdobené. Nejčastěji byla funkční část zhotovena z železa a na ni byl připevněn ozdobný díl z cínu, stříbra nebo i zlata.
Dnes jsou přezky hlavně součástí opasků a některé obuvi, hlavně sandálů. Mimo to slouží k uzavírání tašek, batohů, různých postrojů nebo řemínků třeba náramkových hodinek. Velké množství přezek se dá najít také na výbavě pro BDSM.

### Přezkář
Osoba provozující dnes již v podstatě zaniklé řemeslo, ve kterém vyrábí tzv. přezky, což je zapínací prvek pro spojení konců řemenů, se označovala jako přezkář (někdy také přeskař, kroužkař nebo kroužkovač). Kromě výroby přezek se živili i vyráběním kroužkům k nejrůznějším účelům. Etymologicky je slovo přezkář odvozeno právě od slova přezka.

## Alternativní způsoby zapínání kromě přezek
- suchý zip
- patentní knoflík
- zdrhovadlo

## Modifikace přezky
- namísto pohyblivého trnu je součástí přezky jen pevný výstupek, který zapadne do otvoru v řemenu
- přezka obsahuje mimo trny také pohyblivou příčku, která umožní zkracování řemenu na straně přezky
- plastové výlisky s pružnými výstupky jsou na obou koncích řemenu, používá se hlavně jako rychlospojka na sportovním vybavení a zavazadlech

## Přezka jako součást sportovního vybavení a ochranných pomůcek
Součástí mnoha druhů sportovní výbavy jsou spojovací prvky, tradičně označované také jako přezky. Zčásti jde o účelově konstruované spojovací prvky, které jsou připevněny na nějaký pás, řemen, popruh. Příkladem mohou být pásky pro upevnění přileb, vyvažovací opasky potápěčů nebo úvazy horolezců. Ještě dále jsou přezky vyrobené jako součást složitějšího předmětu. Ty mají s původní přezkou společné jen to, že se do nich jako protikus zasouvá pásek. Často pásek z plastu nebo gumy. Příkladem mohou být upevňovací pásky různých ochranných brýlí (plaveckých, lyžařských), případně potápěčských nebo plynových masek.

## Galerie

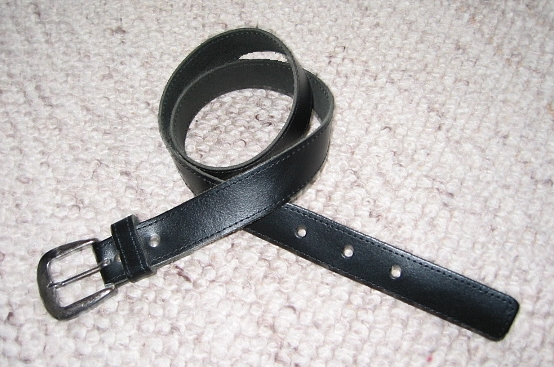
Opasek s přezkou
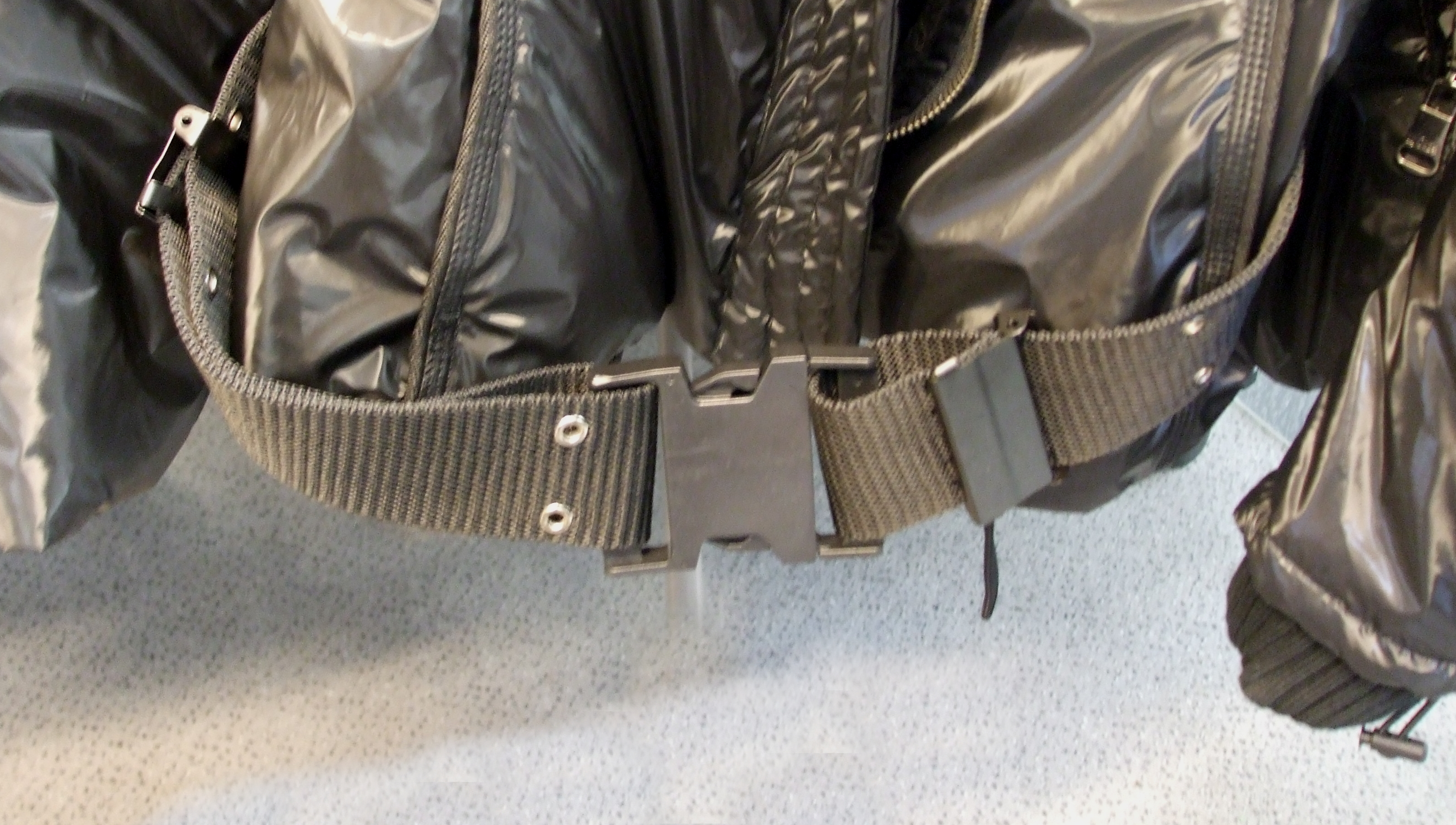
Rychlospojka
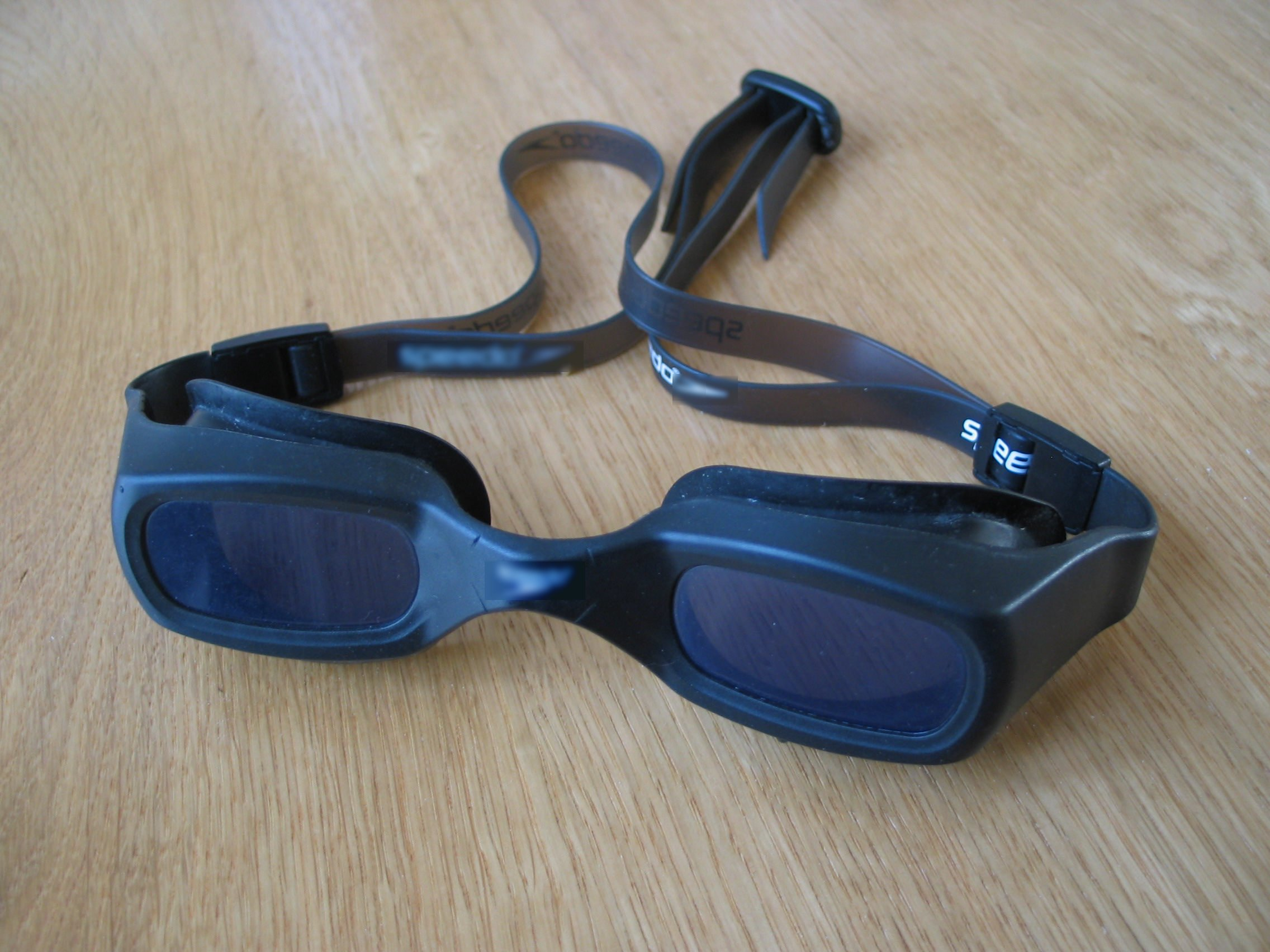
Přezka na plaveckých brýlích
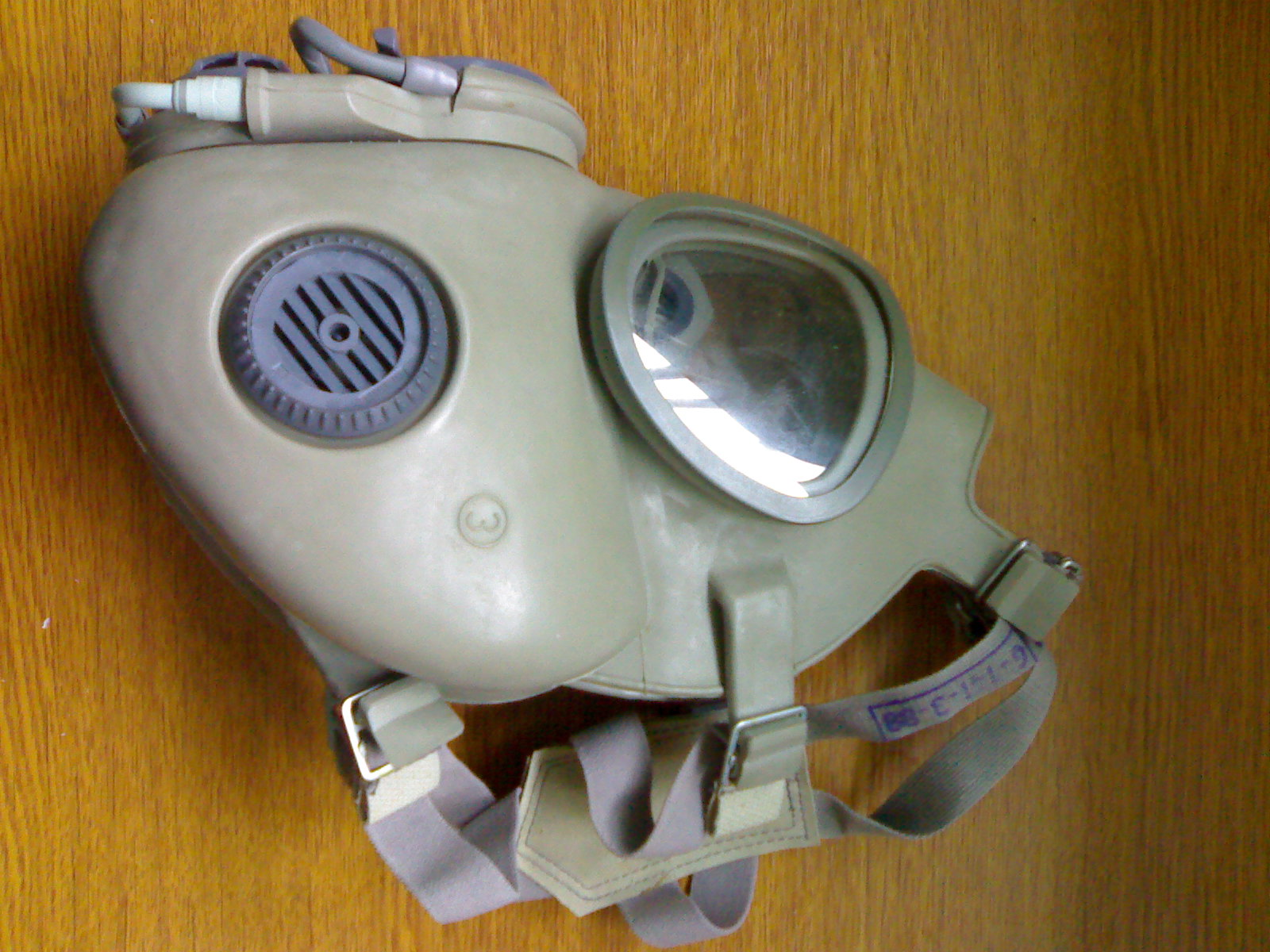
Plynová maska
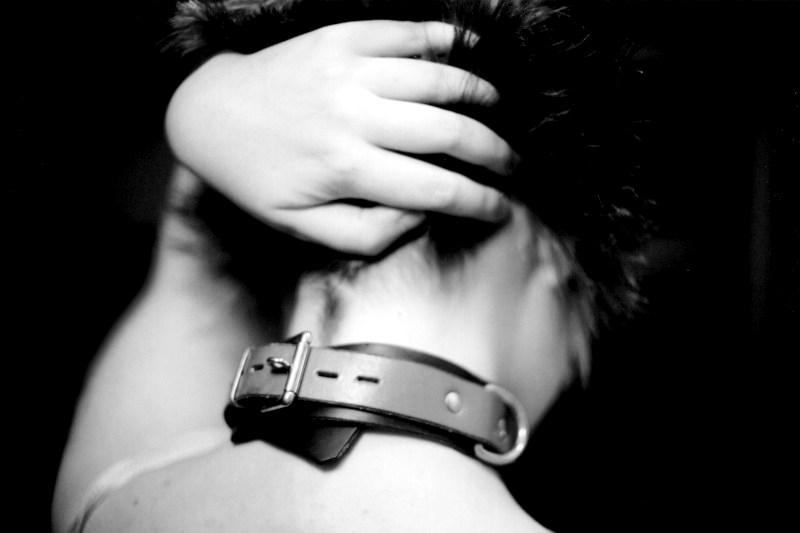
BDSM výbava s přezkou
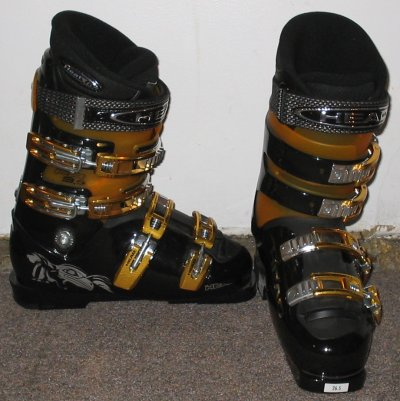
Lyžařské boty s napínacími přezkami